# Мулай Юсуф
Юсуф бен Хассан (араб. السلطان يوسف بن الحسن; 1882 — 17 листопада 1927) — султан Марокко з 1912 року. Керував Французьким Протекторатом Марокко з 1912 року до смерті в 1927 році.

## Біографія
Народився в місті Мекнесе від султана Хасана I, успадкував трон від свого брата, султана Абд аль-Хафіза, який зрікся від престолу після укладення в 1912 році фесської угоди, яка зробила Марокко французьким протекторатом. Правління Юсуфа було неспокійним, зазначеним численними повстаннями проти королівської сім'ї, котра відмовилася від незалежності Марокко. Найбільш серйозним повстанням було повстання берберів, що почалося в іспанській зоні контролю, на півночі країни, та перекинулося і на територію, яка контролювалася Францією і тривало до розгрому повсталих франко-іспанської коаліцією в 1925 році. Для забезпечення власної безпеки, Юсуфу довелося перенести свій двір з Феса в Рабат, що став з тих пір столицею країни. Правління Юсуфа раптово припинилося через його раптову смерть від уремії в 1927 році. Спадкоємцем його став син, Мухаммед V.